# 농업경제학
농업경제학(農業經濟學, 영어: agricultural economics)은 식품 및 섬유 제품의 생산 및 유통을 최적화하는 데 경제 이론을 적용하는 것과 관련된 경제학의 응용 분야이다. 농업 경제학은 특히 토지 이용을 다루는 경제학의 한 분야로 시작되었다. 좋은 토양 생태계를 유지하면서 작물 수확량을 극대화하는 데 중점을 두었다. 20세기 전반에 걸쳐 규율은 확장되었고 현재 규율의 범위는 훨씬 더 광범위하다. 오늘날 농업 경제학은 기존 경제학과 상당히 중복되는 다양한 응용 분야를 포함한다. 농업경제학자들은 경제학, 계량경제학, 개발경제학, 환경경제학 연구에 상당한 공헌을 했다. 농업경제학은 식품 정책, 농업 정책, 환경 정책에 영향을 미친다.
농업 경제학자들은 거미줄 모델, 쾌락 회귀 가격 모델, 신기술 및 확산 모델( Zvi Griliches ), 다중 요소 생산성 및 효율성 이론과 같은 모델을 통해 경제학 분야에 많은 잘 알려진 공헌을 했다. 농장 부문은 완전 경쟁 경제 패러다임의 대표적인 사례로 자주 인용된다.

## 농업 경제학의 주요 주제

### 농업 환경 및 천연 자원
환경 경제학 분야에서 농업 경제학자들은 환경 외부 요인(예: 농업 생산으로 인한 수질 오염을 제어하기 위한 인센티브 설계 매력적인 시골 풍경), 경제 활동과 환경적 결과 사이의 복잡한 상호 관계 등의 분야에 기여했다. 천연 자원과 관련하여 농업 경제학자들은 토지 관리 개선, 침식 방지, 해충 관리, 생물 다양성 보호 및 가축 질병 예방을 위한 양적 도구를 개발했다.

### 식품 및 소비자 경제학
농업경제학 분야는 주로 농장 수준의 문제에 초점을 맞추었지만, 농업경제학자들은 식량 소비의 경제학과 관련된 다양한 주제를 연구했다. 가격과 소득의 영향에 대한 경제학자들의 오랜 강조 외에도 이 분야의 연구자들은 정보와 품질 속성이 소비자 행동에 미치는 영향을 연구했다. 농업 경제학자들은 가정에서 식품 구입 또는 집에서 준비하는 방법, 식품 가격 결정 방법, 빈곤 기준 정의, 소비자가 가격 및 소득 변화에 일관된 방식으로 반응하는 방법, 이해를 위한 조사 및 실험 도구를 이해하는 데 기여했다.

### 생산 경제 및 농장 관리
농업 경제 연구는 농민의 비용 및 공급 반응뿐만 아니라 농업 생산의 수확 체감에 대해 다루었다. 많은 연구가 농장 수준의 결정에 경제 이론을 적용했다. 불확실성 하에서의 위험 및 의사 결정에 대한 연구는 농작물보험 정책에 대한 실제 응용 프로그램과 개발도상국의 농부들이 기술 채택에 대한 선택을 이해하는 방법을 가지고 있다. 이러한 주제는 물 부족 및 기후 변화와 같은 새로운 자원 및 환경 문제에 직면한 증가하는 세계 인구를 위해 충분한 식량을 생산하기 위한 전망을 이해하는 데 중요하다.

### 개발경제학
개발경제학은 저소득 국가의 생활 조건 개선 및 저소득 환경의 경제적 성과 개선과 광범위하게 관련되어 있다. 농업은 고용과 GDP 점유율 측면에서 대부분의 개발도상국에서 큰 부분을 차지하기 때문에 농업 경제학자들은 개발 경제학에 대한 실증적 연구의 최전선에 서서 경제 발전, 경제 성장 및 구조적 구조에서 농업의 역할을 이해하는 데 기여했다. 변환. 많은 농업 경제학자들은 개발도상국의 식품 체계, 농업과 영양 간의 연결, 농업이 자연 환경과 같은 다른 영역과 상호 작용하는 방식에 관심이 있다.

## 같이 보기
- 농업
- 경제학